# Wonderful Days
Wonderful Days (en coreà 원더풀 데이즈) (també coneguda com Sky Blue) és una pel·lícula d'animació de ciència-ficció de Corea del Sud, estrenada el 2003, escrita i dirigida per Kim Moon-saeng. Compta fons representats amb imatges generades per ordinador (CGI) fotorealistes, comparables als de la pel·lícula Final Fantasy: The Spirits Within, juntament amb l'ús de models molt detallats per a alguns dels els fons en què es van animar els personatges amb cel. Tanmateix, no es va intentar una animació CGI convincent dels humans (especialment el moviment humà). Els fons de la pel·lícula es van rodar amb tècniques tradicionals de control de moviment i després es van processar per semblar gràfics per ordinador. Tots els vehicles van ser representats i els personatges van ser animats en cel.

## Argument
Wonderful Days està ambientat l'any 2142. La contaminació ambiental ha provocat un trencament de la civilització humana. Es va construir una ciutat tecnològicament avançada anomenada Ecoban i recull energia del sistema DELOS, que utilitza la contaminació en una reacció catalitzada per carbonita per generar energia. L'extracció de carbonita la duen a terme persones que viuen fora de la ciutat als erms circumdants. Entre ells hi ha un jove enigmàtic conegut com a Shua. Acaba en un triangle amorós amb la seva amiga de la infància, una noia anomenada Jay, i el seu superior, el comandant de seguretat d'Ecoban, Cade, com a rival.
La pel·lícula tracta sobre la destrucció ambiental, la contaminació i el lluita de classes.

## Repartiment de veu
| Personatge               | Veu d’actor en coreà                                         | Veu d’actor en angles                   |
| ------------------------ | ------------------------------------------------------------ | --------------------------------------- |
| Shua                     | Choi Ji Hoon Maeng Se Chang (jove)                           | Marc Worden Cathy Cavadini (jove)       |
| Jay                      | Eun Yeong Seon Kim Hee-jung (jove)                           | Cathy Cavadini Rebecca Wink (jove)      |
| Cade/Simon               | Oh In Seong                                                  | Kirk Thornton                           |
| Comandant Locke          | Tak Won-Je (Theatrical Cut) Yu In-chon (Director's Cut)      | David Naughton                          |
| Dr. Noah                 | Kim Byung-kwan (Theatrical Cut) Ki Joo-bong (Director's Cut) | David Naughton                          |
| Woody                    | Kim Sung Min                                                 | Rebecca Wink                            |
| Cheyenne/Karen           | Eun Seo-woo                                                  | Cathy Cavadini                          |
| Goliath/Cheol-han (철한) | Si Yeong-joon                                                | Bob Papenbrook                          |
| Zed/David                | Ahn Yong Wook                                                | Andrew Ableson                          |
| Moe/Joe                  | Park Ji Hoon                                                 | Karl Wiedergott                         |
| Maya/Etha                | Yeo Min-jeong                                                | Sunmin Park                             |
| Governador               | Kim Myung-kook                                               | Bob Papenbrook                          |
| Typon                    | Kim Soo-jung                                                 | Bob Papenbrook                          |
| Dispatcher               | TBA                                                          | Jamie Simone                            |
| Sentry                   | TBA                                                          | Mark Lindsay                            |
| Digger Leader            | TBA                                                          | Andrew Ableson                          |
| Digger Foreman           | TBA                                                          | Karl Wiedergott                         |
| Trooper(s)               | TBA                                                          | Jeffrey Winter Marc Scarpa Mark Lindsay |

## Producció
Kim Moon-saeng va fer el seu debut com a director de llargmetratges després d'haver dirigit anteriorment anuncis publicitaris per a diverses agències de publicitat.
Juntament amb els efectes CG, es van construir i filmar un conjunt de miniatures per a edificis, mecàniques i personatges amb HDW-F900, que va ser desenvolupat conjuntament per Sony i Lucasfilm i un dels dos prototips de lent Frazier (l'altre va ser utilitzat per a Star Wars per Lucasfilm).
Micah Wright i Jay Lender van contribuir al guió de la pel·lícula, tot i que no han estat acreditats a la pel·lícula final.

## Llançament
La pel·lícula s'ha estrenat a nombrosos països occidentals com els Estats Units i la Gran Bretanya sota el títol Sky Blue. Aquestes versions s'han distorsionat lleugerament, amb la pèrdua de dos minuts de temps d'execució en comparació amb el tall coreà original. Altres països occidentals com França i Finlàndia han mantingut el seu títol original, que és una transliteració Hangul de la frase anglesa "Wonderful Days" (es representaria a Romanització revisada com "Wondeopul Deijeu"). El 14 de novembre de 2005 es va llançar al Regne Unit un DVD d'edició per col·leccionista de 2 discos de tota la regió a la versió doblada de la pel·lícula. al Regne Unit el 8 de juny de 2008. La pel·lícula estava programada per a l'estrena als EUA en disc Blu-ray el 28 de juny de 2008. A mesura que s'acostava aquesta data, es va reprogramar per al 23 de juny de 2009, però la situació financera de Palisades Tartan a Amèrica ha posat en dubte un llançament nacional dels EUA.
Al Japó, la pel·lícula va ser adaptada per Gainax. Segons el director d'adaptació Hiroshi Yamaga, Gainax va canviar la direcció de la pel·lícula per fer que els diàlegs fossin menys "aliens" als espectadors japonesos.
La pel·lícula es va estrenar en DVD a Corea el 6 de setembre de 2003. El 27 de maig de 2004, la pel·lícula va ser reestrenada en un DVD d'edició original limitada de 3 discos a Corea que inclou un versió del director de la pel·lícula. Aquesta versió inclou 9 minuts de metratge addicional que no estava present al tall original, a més d'alguns canvis al diàleg. El 15 de maig de 2013, el tall del director es va publicar en Blu-ray, però utilitza el material addicional del DVD al tall cinematogràfic.